# Ruprecht von Kaufmann
Ruprecht von Kaufmann (* 28. Februar 1974 in München) ist ein deutscher zeitgenössischer Maler.

## Leben
Ruprecht von Kaufmann studierte Malerei und Illustration am Art Center College of Design in Pasadena, Kalifornien, das er 1997 mit Auszeichnung abschloss. Er war in Los Angeles und New York tätig, seit 2003 in Berlin.
Für seine Arbeiten wurde er mehrfach ausgezeichnet, unter anderem 2007 mit dem großen Förderpreis der Konrad-Adenauer-Stiftung (Else Heiliger Foundation), dem sich eine umfangreiche Einzelausstellung anschloss, und dem Förderpreis der Woldemar-Winkler-Stiftung. Seine Werke sind bereits in einigen der weltweit wichtigsten Sammlungen vertreten, wie der Sammlung zeitgenössischer Kunst der Bundesrepublik Deutschland Bonn.

## Ausstellungen
- 2014: Ruprecht von Kaufmann. Fabel. Georg-Kolbe-Museum, Berlin[2]
- 2018: Ruprecht von Kaufmann. Die Evakuierung des Himmels. Kunsthalle Erfurt[3]